# Gigi Hadid
Jelena Noura Hadid (Los Ángeles, 23 de abril de 1995), más conocida como Gigi Hadid, es una modelo y personalidad de televisión estadounidense.

## Biografía
Jelena Noura Hadid nació el 23 de abril de 1995 en Los Ángeles, California, hija del palestino jordano y promotor inmobiliario Mohamed Hadid y de la exmodelo neerlandesa Yolanda Hadid (de soltera Van den Herik). Hadid tiene dos hermanos menores, Bella y Anwar, los dos modelos. Tiene dos hermanas mayores por parte de padre, Marielle y Alana. Tras el divorcio de sus padres, su madre se casó con el productor musical David Foster. En 2013, Hadid se graduó de la Escuela Preparatoria Malibú, donde fue capitana del equipo de voleibol universitario, así como amazona.
Después de la escuela secundaria, se mudó a la ciudad de Nueva York para centrarse en sus estudios y su carrera de modelo. Estudió psicología criminal en La Nueva Escuela desde el otoño de 2013, pero suspendió sus estudios para centrarse en su carrera de modelo.

## Carrera

### 1997-2012: comienzos
La carrera de modelo de Hadid comenzó cuando tenía dos años después de ser descubierta por Paul Marciano de Guess? Comenzó a modelar para Baby Guess antes de detenerse para concentrarse en la escuela. Hadid finalmente regresó al modelaje en 2011. Volvió a trabajar con Marciano y fue nombrada la cara de una campaña de Guess en 2012. Hadid ha filmado tres campañas con Guess cuando era adulta.

### 2013-2016: evolución como modelo
Después de firmar con IMG Models en 2013, Hadid hizo su debut en la Semana de la Moda de Nueva York en febrero de 2014, caminando para Desigual. En el mismo mes, obtuvo su oportunidad en la alta costura en la portada del CR Fashion Book de Carine Roitfeld. El 15 de julio de 2014, protagonizó junto al actor y modelo Patrick Schwarzenegger en la campaña de otoño/invierno Eyewear del diseñador de moda Tom Ford. Fue coanfitriona del evento Fashion Media Awards del Daily Front Row que se llevó a cabo en la ciudad de Nueva York el 5 de septiembre de 2014. Hadid también ha protagonizado campañas para Tom Ford F/W 2014, Tom Ford Velvet Orchard Fragrance y Tom Ford Beauty 2014. Apareció en la portada de la revista Galore en 2014.

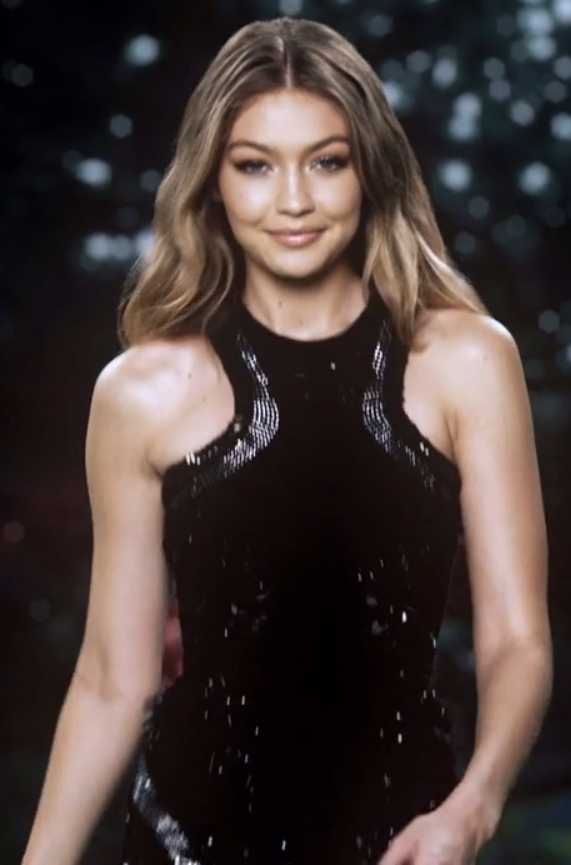
Gigi Hadid en 2016.

Hadid apareció en el Calendario Pirelli 2015. Ese mismo año, Hadid también fue embajadora de la marca australiana de trajes de baño de moda Seafolly. En enero de 2015, fue nombrada modelo del año del Daily Front Row, y embajadora de la marca Maybelline. En marzo de 2015, Hadid y su entonces novio, Cody Simpson, fueron presentados como parte del proyecto del fotógrafo de moda Mario Testino, Towel Series. En mayo de 2015, Hadid había caminado para los diseñadores Marc Jacobs, Chanel, Michael Kors, Jean Paul Gaultier y Max Mara. Hadid apareció en el video musical de la canción de Taylor Swift «Bad Blood», que fue lanzada en el mismo mes. Ha hecho varias apariciones junto a su hermana menor, Bella. En diciembre de 2015, hizo su primera aparición en el desfile de modas de Victoria's Secret.
Hadid apareció en varias portadas de revistas, incluidas Vogue (Estados Unidos, París, Italia, Gran Bretaña, Japón, España, Australia, Brasil, Países Bajos, Alemania, China), Schön!, Numéro, Allure, W Magazine y Teen Vogue, así como The Wall Street Journal, Elle (Canadá), Dazed y Harper's Bazaar (Estados Unidos, Malasia). Hadid también ha realizado editoriales para VMAN, Elle (Estados Unidos), Grazia, Cleo, Vogue, Sports Illustrated, Paper Magazine, Vanity Fair y V Magazine, y ha protagonizado campañas para Guess?, Versace, Penshoppe, Balmain F / W 2015, Topshop, Max Mara y Stuart Weitzman.
En 2016, caminó para Versace, Chanel, Elie Saab, Fendi, Marc Jacobs, Anna Sui, Miu Miu, Balmain, Diane von Fürstenberg, Tommy Hilfiger, Fenty x Puma, Isabel Marant y Giambattista Valli. En enero de 2016, se convirtió en la embajadora global de la marca de Tommy Hilfiger, al frente de campañas de ropa interior, indumentaria y fragancias. En abril de 2016, Hadid protagonizó una campaña interactiva que incluía un comercial del BMW M2. Presentó los premios iHeartRadio Much Music Video Awards 2016 en Toronto el 19 de junio de 2016. Codiseñó una colección cápsula con Tommy Hilfiger llamada Gigi by Tommy Hilfiger, que se lanzó en el otoño de 2016 en la Semana de la Moda de Nueva York. Durante las Semanas de la Moda de Otoño de 2016 en Nueva York, Milán y París, Hadid abrió cinco desfiles y cerró siete. En octubre, se reveló su colección de botas para Stuart Weitzman titulada Gigi Boot, y se convirtió en embajadora de la marca Reebok, al frente de la campaña #PerfectNever.
El 20 de noviembre de 2016, Hadid organizó los American Music Awards junto con el alumno de Saturday Night Live, Jay Pharoah. Recibió una reacción violenta por una impresión de la ex primera dama Melania Trump durante el programa, y luego se disculpó. En diciembre de 2016, hizo su segunda aparición en el Victoria's Secret Fashion Show, ganando sus alas por primera vez, y en el mismo mes ganó el premio a la Modelo Internacional del Año en los Premios de la Moda Británica, presentado a ella por Donatella Versace.

### 2017-presente: Más reconocimiento y colaboraciones de marca

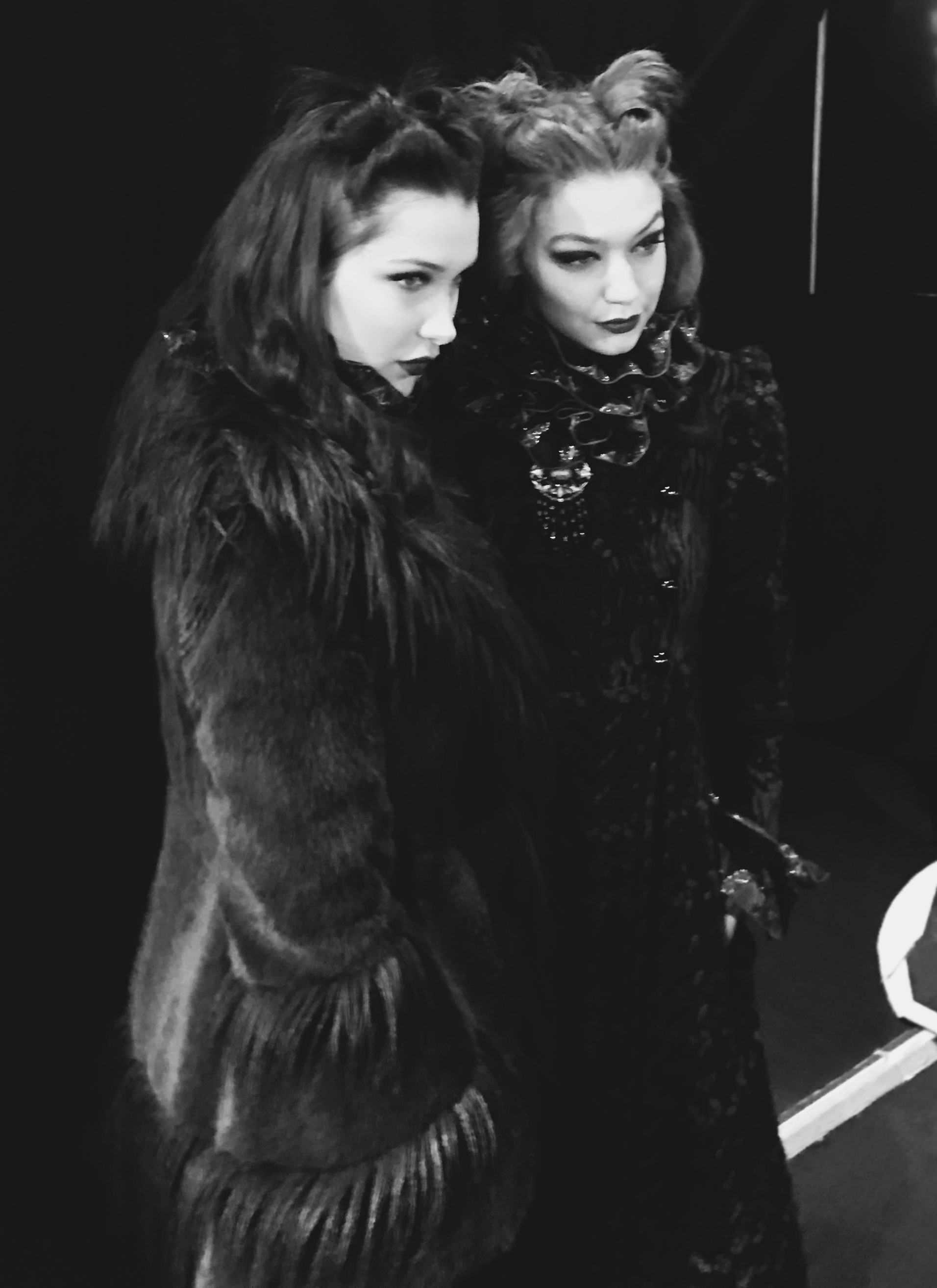
Gigi Hadid con su hermana, Bella, en el desfile de Anna Sui otoño/invierno 2017 en la Semana de la Moda de Nueva York, Skylight Clarkston Square, 15 de febrero de 2017.

Hadid comenzó la temporada de campañas de primavera / verano protagonizando las campañas de Fendi y Moschino. Ella también fue el rostro de la campaña S / S 2017 para los accesorios de Max Mara, Stuart Weitzman y DSQUARED2. La segunda colección de prêt-à-porter de Tommy Hilfiger y Hadid se presentó en febrero de 2017 para la temporada de primavera. Hadid fue la fotógrafa de la campaña Versus primavera/verano 2017 que contó con el novio de Hadid, el cantante Zayn Malik y la modelo Adwoa Aboah. También fotografió una edición especial de verano de V Magazine titulada Gigi's Journal, que presentaba Polaroids de colegas de la industria de la moda, celebridades y amigos cercanos.
Hadid apareció en cuatro portadas de Vogue de marzo de 2017; estadounidense, británica, china y la edición inaugural de Vogue Arabia. También apareció en las portadas de CR Fashion Book (primavera/verano de 2017), Jolie (abril de 2017) y The Daily (primavera de 2017). Apareció en las portadas de mayo de 2017 para las ediciones holandesas de Vogue, Cosmopolitan y Glamour, así como en la portada de junio/julio de 2017 de American Harper's Bazaar. Hadid ha aparecido en editoriales para American Vogue (abril de 2017) y LOVE (primavera/verano de 2017).

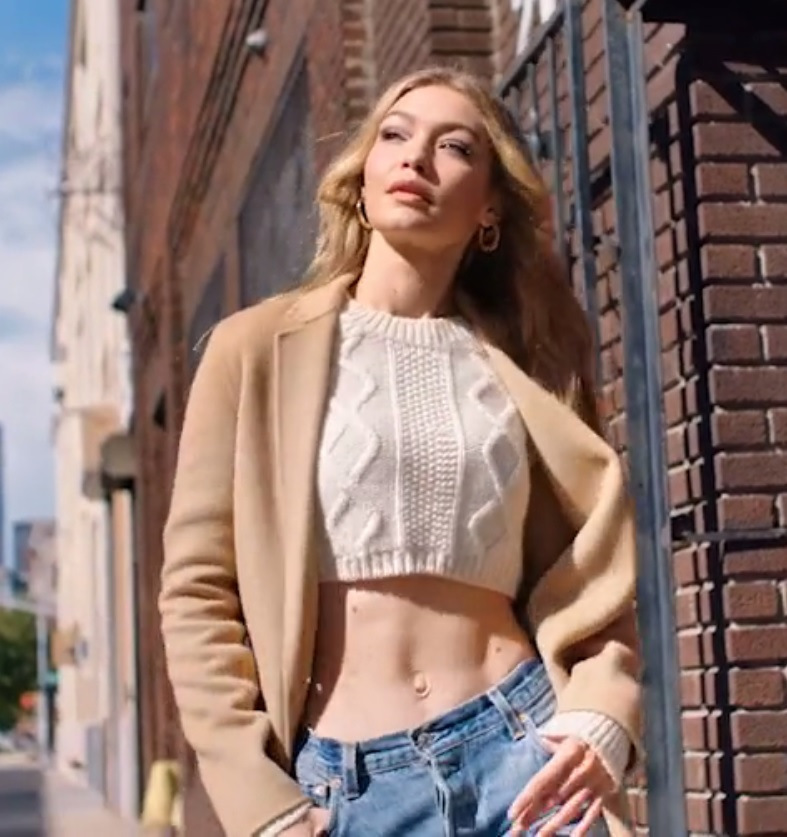
Gigi Hadid en una campaña para Stuart Weitzman en 2017.

Hadid anotó su segunda portada de American Vogue en agosto de 2017, compartiendo la portada con su novio, Zayn Malik. Durante el Mes de la Moda otoño/invierno 2017 en Nueva York, Milán y París, Hadid abrió los desfiles de Jeremy Scott, Anna Sui, Versus, Alberta Ferretti, Missoni, H&M y Balmain; y cerró los espectáculos para Isabel Marant, Moschino, Max Mara y Anna Sui. También lanzó la primera temporada de dos nuevas colaboraciones con Vogue Eyewear y Messika Jewelry. En la tercera edición anual de los premios Fashion Los Angeles Awards del Daily Front Row, Hadid fue galardonada con el mejor debut en diseño por su colección con Tommy Hilfiger. Terminó 2017 al ser nombrada una de las Mujeres del Año de Glamour, junto a Nicole Kidman, Solange Knowles, Muzoon Almellehan y otras.
Hadid comenzó 2018 con múltiples campañas de alta costura, incluidas Valentino, Moschino, Versace y Fendi. También lanzó su segunda colaboración con Vogue Eyewear y Messika Jewelry. En febrero, durante la semana de la moda, presentó la cuarta y última temporada de su colección cápsula con Tommy Hilfiger en Milán.
Apareció en muchas portadas internacionales diferentes de Vogue en 2018, incluida la británica Vogue en marzo, Vogue Italia en mayo y Vogue Brasil en septiembre. También compuso varias portadas estadounidenses, incluida la edición de mayo de Harper's Bazaar, Fall Preview Cover V114 de V Magazine, y W Magazine. También cubrió la edición del décimo aniversario de la revista LOVE, Chaos 69 y Chaos True Originals - Disney Special.
En noviembre de 2018, anunció su primera colaboración con Reebok diseñando zapatillas para la marca, comenzando con un lanzamiento limitado el 7 de diciembre y la colección completa que se lanzará más adelante en febrero de 2019. También regresó al desfile de modas de Victoria's Secret por tercera vez en el mismo mes. A principios de 2019, apareció en más portadas internacionales de Vogue, incluidas Vogue Czechoslovakia, Vogue Arabia y Vogue Hong Kong.
En octubre de 2019, Hadid filmó un episodio para la competencia de cocina de Food Network, Beat Bobby Flay. Se asoció con la chef Anne Burrell contra el chef y restaurador Bobby Flay. El episodio se emitió en junio de 2020. Hadid apareció como estrella invitada en un episodio de Scooby-Doo and Guess Who?. El episodio se emitió el 1 de octubre de 2020 en el servicio de transmisión Boomerang.
En agosto de 2022, Hadid reveló que lanzaría su primera línea de ropa en solitario, Guest in Residence.

## Vida personal

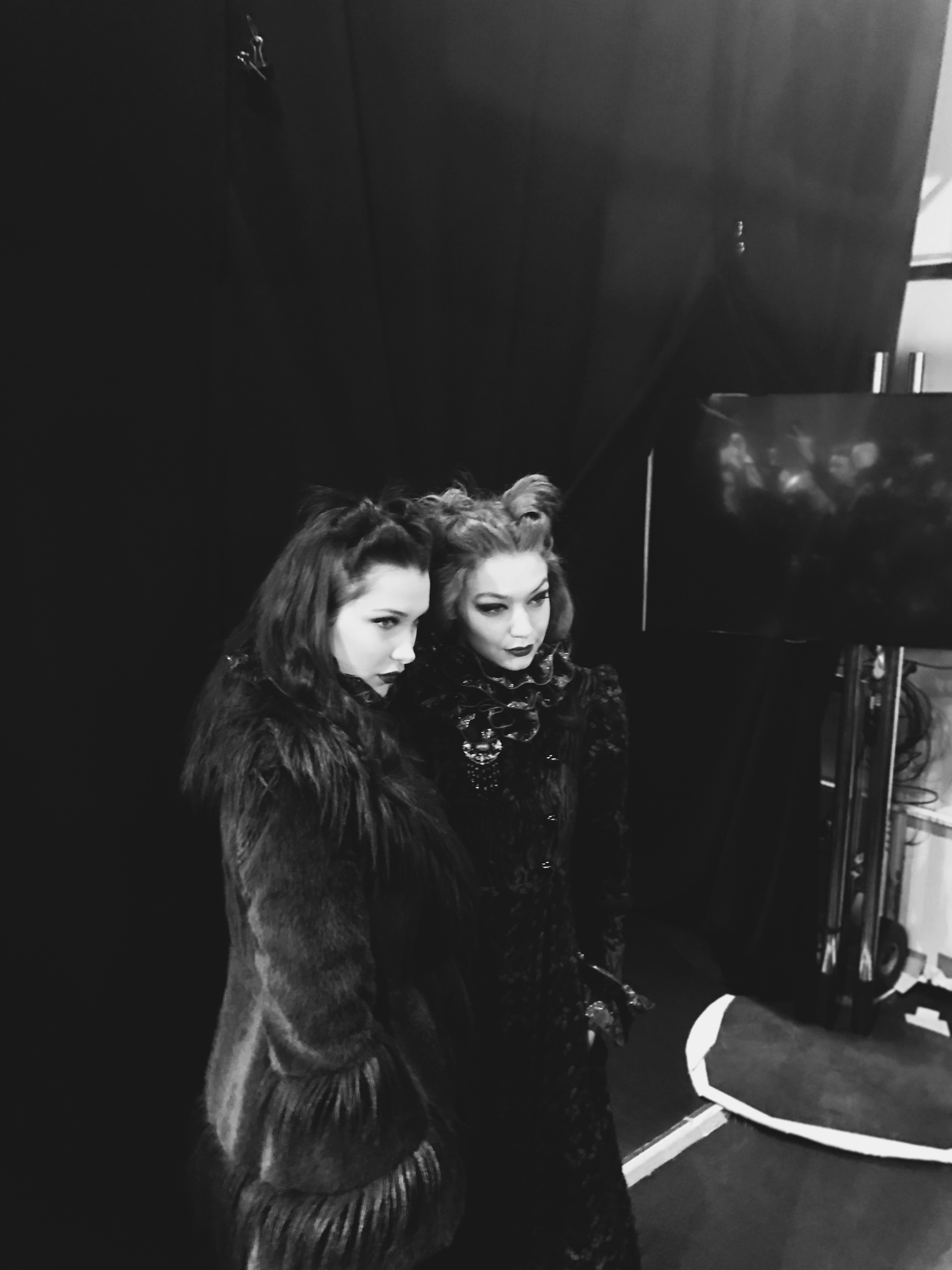
Bella Hadid y Gigi Hadid posan para las cámaras detrás del escenario en el desfile Otoño Invierno 2017 de Anna Sui en la Semana de la Moda de Nueva York, Skylight Clarkston Square, el 15 de febrero de 2017.

Hadid reveló en 2014 que padece la enfermedad Hashimoto, y lo reiteró en 2016.
Vitalii Sediuk atacó a Hadid en 2016, y fue elogiada por la forma en la que se defendió de él.
El 7 de noviembre de 2022, Hadid borró su cuenta de Twitter y dijo en Instagram: «Durante mucho tiempo, pero especialmente con su nuevo liderazgo, se está convirtiendo cada vez más en un pozo negro de odio e intolerancia, y no es un lugar al que quiera ser parte».

### Relaciones
Hadid salió con el cantante australiano Cody Simpson desde 2013 hasta mayo de 2015. Apareció en sus videos musicales de «Surfboard» y «Flower». Posteriormente, salió con el cantante estadounidense Joe Jonas de mayo a noviembre de 2015, tiempo durante el cual dirigió el video musical de su banda DNCE para «Cake by the Ocean».
Hadid comenzó a salir con el cantante inglés Zayn Malik a fines de 2015, aunque se separaron y reconciliaron varias veces. Apareció en el video musical de Malik para «Pillowtalk». Protagonizaron la portada de agosto de 2017 de American Vogue, lo que los convirtió en la tercera pareja en aparecer juntos en una portada de Vogue. Provocó controversia debido a que Vogue los nombró erróneamente como fluidos de género, por lo que Vogue se disculpó. También hicieron una campaña Versus como pareja, con Hadid como fotógrafa. En abril de 2020, Hadid confirmó que ella y Malik estaban esperando su primer hijo durante una entrevista en The Tonight Show Starring Jimmy Fallon, luego de que comenzaran a circular rumores sobre su embarazo. Su hija, Khai, nació el 19 de septiembre de 2020. La familia pasó la mayor parte de su tiempo en una granja en la zona rural de New Hope, Pensilvania, donde la madre y la hermana menor de Hadid también son propietarias de tierras.
En octubre de 2021, Malik se declaró culpable de cuatro cargos de acoso contra la madre de Hadid, Yolanda. Fue sentenciado por un tribunal de Pensilvania a 360 días de libertad condicional y programas de manejo de la ira y violencia doméstica. Según los informes, Hadid y Malik terminaron su relación después del incidente. Desde septiembre de 2022, Hadid ha sido vinculada con Leonardo DiCaprio ya que fueron fotografiados juntos en las calles de París.
Hadid empezó a salir de manera esporádica con un millonario de California llamado Mike Stokes en enero de 2023 con quién fue vista en múltiples ocasiones caminando juntos en París y compartiendo hospedaje en los mismos hoteles, Sin embargo no fue una relación seria pues más tarde Gigi Hadid empezó a salir públicamente con Bradley Cooper con quién aún mantiene una relación.

### Asuntos legales
En 2017, Hadid intentó viajar a Shanghái para participar en el desfile de modas de Victoria's Secret de 2017, pero finalmente no pudo, ya que, según informes, su visa china fue revocada después de que un video en línea que la mostraba haciendo un gesto de ojos rasgados imitando a Buda fuera criticado como racista por usuarios chinos de Internet. Victoria's Secret se negó a comentar cuando se le preguntó si Hadid se retiró del desfile de moda por su cuenta, si la empresa le pidió que lo hiciera o si las autoridades chinas aplicaron alguna presión.
A fines de enero de 2019, Hadid fue demandada por la agencia de fotografía independiente Xclusive por compartir una foto de ella en octubre de 2018 sin el permiso del fotógrafo. La empresa busca daños y perjuicios por infracción de derechos de autor, así como cualquier beneficio derivado de la imagen. Hadid eliminó la foto de Xclusive de su página de Instagram poco después de compartirla, pero la demanda también alega que esta no fue la única instancia en la que publicó imágenes sin licencia. En los documentos, la cuenta de Instagram de Hadid incluye al menos cincuenta ejemplos de fotografías no acreditadas de Hadid en público, en eventos de prensa o en la pasarela. Esta tampoco es la primera vez que se demanda a Hadid por publicar fotos de ella misma en su cuenta de redes sociales. En 2017, el fotógrafo Peter Cepeda le tomó una foto, que luego publicó en Instagram sin su permiso. Presentó una demanda contra ella en septiembre siguiente y luego se resolvió fuera de los tribunales.
Fue arrestada en las Islas Caimán por posesión ilegal de marihuana en julio del 2023, por lo que tuvo que pagar 1.000 dólares de fianza para poder salir de la cárcel.

## Filmografía

### Cine y televisión
| Año       | Título                               | Rol          | Notas                                     |
| --------- | ------------------------------------ | ------------ | ----------------------------------------- |
| 2012      | Virgin Eyes                          | Andrea       | Cortometraje                              |
| 2012-2016 | The Real Housewives of Beverly Hills | Ella misma   | Personaje recurrente                      |
| 2015      | Those Wrecked by Success             | Ella misma   | Cortometraje                              |
| 2016      | MasterChef                           | Ella misma   | Episodio: «MasterChef Celebrity Showdown» |
| 2016      | Lip Sync Battle                      | Ella misma   | Episodio: «Gigi Hadid vs. Tyler Posey»    |
| 2016      | iHeartRadio Much Music Video Awards  | Anfitriona   | Show de entrega de premios                |
| 2016      | American Music Awards                | Anfitriona   | Show de entrega de premios                |
| 2016      | RuPaul's Drag Race                   | Ella misma   | Juez invitada                             |
| 2017      | The Ellen DeGeneres Show             | Ella misma   | Programa de entrevistas                   |
| 2018      | Ocean's 8                            | Ella misma   | Cameo                                     |
| 2018      | Pirelli Calendar                     | Ella misma   | Cortometraje de Albert Watson             |
| 2020      | Beat Bobby Flay                      | Ella misma   | Episodio: «Superchef, Supermodel»         |
| 2020      | Scooby-Doo and Guess Who?            | Ella misma   | Episodio: «A Moveable Mystery»            |
| 2021      | Never Have I Ever                    | Ella misma   | Voz en off                                |
| 2023      | Next In Fashion                      | Coanfitriona | Temporada 2                               |

### Vídeos musicales
| Año  | Título                               | Artista       | Rol                           |
| ---- | ------------------------------------ | ------------- | ----------------------------- |
| 2014 | «Surfboard»                          | Cody Simpson  | Ella misma                    |
| 2014 | «Simplethings»                       | Miguel        | Interés amoroso               |
| 2015 | «Bad Blood»                          | Taylor Swift  | Slay-Z                        |
| 2015 | «Flower»                             | Cody Simpson  | Ella misma                    |
| 2015 | «How Deep Is Your Love»              | Calvin Harris | Chica enamorada               |
| 2015 | «Cake by the Ocean»                  | DNCE          | Directora                     |
| 2016 | «Pillowtalk»                         | Zayn          | Ella misma                    |
| 2020 | «One More Time» (versión V Magazine) | Daft Punk     | Versión animada de ella misma |

## Premios y nominaciones
| Año  | Asociación                                      | Categoría                    | Resultado | Ref.            |
| ---- | ----------------------------------------------- | ---------------------------- | --------- | --------------- |
| 2015 | Primeros premios anuales de moda de Los Ángeles | Modelo del año               | Ganadora  | [ 115 ] [ 116 ] |
| 2015 | Teen Choice Awards                              | Modelo de elección           | Nominada  | [ 117 ]         |
| 2016 | TRL Awards                                      | Mejor aspecto                | Ganadora  | [ 118 ]         |
| 2016 | Teen Choice Awards                              | Elección femenina hottie     | Nominada  | [ 119 ]         |
| 2016 | British Fashion Awards                          | Modelo internacional del año | Ganadora  | [ 51 ]          |
| 2017 | Tercer premio anual de moda de Los Ángeles      | Mejor debut en diseño        | Ganadora  | [ 120 ]         |
| 2017 | Teen Choice Awards                              | Modelo de elección           | Nominada  | [ 121 ]         |
| 2018 | Teen Choice Awards                              | Modelo de elección           | Ganadora  | [ 122 ]         |